# Walt Piatkowski
Walter Piatkowski jr., detto Walt (Toledo, 11 giugno 1945), è un ex cestista statunitense, professionista nella ABA.
È il padre di Eric Piatkowski.

## Carriera
Venne selezionato dai San Francisco Warriors all'ottavo giro del Draft NBA 1968 (99ª scelta assoluta).

## Palmarès
- ABA All-Rookie Team (1969)